# Nikołaj Zajcew
Nikołaj Siergiejewicz Zajcew (ros. Николай Сергеевич Зайцев, ur. 1898 w Sierpuchowie, zm. 26 maja 1961 w Mohylewie) – funkcjonariusz radzieckich służb specjalnych, pułkownik.

## Życiorys
Od maja 1918 do sierpnia 1921 żołnierz Armii Czerwonej, od stycznia 1919 członek RKP(b), od sierpnia 1921 do sierpnia 1922 uczył się w Szkole Wojskowej im. WCIK, później słuchacz kursów GPU. Od lutego 1923 do listopada 1925 pracownik Wydziału Zagranicznego OGPU ZSRR, później pracownik Głównego Zarządu Ochrony Pogranicznej OGPU ZSRR, od 11 listopada 1933 do października 1934 szef Oddziału VI Głównego Zarządu Ochrony Pogranicznej i Wewnętrznej OGPU/NKWD ZSRR, potem szef Oddziału III Wydziału Tajno-Politycznego Zarządu Bezpieczeństwa Państwowego (UGB) Zarządu NKWD Kraju Zachodniosyberyjskiego. Od 1935 do lutego 1937 szef Oddziału VI Wydziału Tajno-Politycznego UGB Zarządu NKWD Kraju Zachodniosyberyjskiego, od 22 marca 1936 porucznik, a od 29 stycznia 1937 starszy porucznik bezpieczeństwa państwowego, od lutego 1937 do sierpnia 1938 szef Wydziału I UGB Zarządu NKWD Kraju Zachodniosyberyjskiego/obwodu nowosybirskiego, od sierpnia do października 1938 szef Wydziału II UGB Zarządu NKWD obwodu nowosybirskiego, od października 1938 do listopada 1939 szef Wydziału III Specjalnego UGB Zarządu NKWD obwodu nowosybirskiego, 23 sierpnia 1939 awansowany na kapitana bezpieczeństwa państwowego. Od listopada 1939 do marca 1941 szef Wydziału III UGB Zarządu NKWD obwodu baranowickiego, od kwietnia do czerwca 1941 zastępca szefa Zarządu NKGB obwodu baranowickiego, od czerwca do września 1941 dowódca oddziału partyzanckiego działającego w obwodzie mohylewskim, od października 1941 do stycznia 1942 szef 4 polowego budownictwa XV Zarządu Prac Obronnych Ludowego Komisariatu Obrony ZSRR, od czerwca 1942 do lutego 1943 szef oddziału Wydziału Specjalnego NKWD Frontu Zachodniego. Od lutego do czerwca 1943 szef Oddziału VI Wydziału Specjalnego NKWD/Zarządu Kontrwywiadu Frontu Zachodniego, 11 lutego 1943 awansowany na podpułkownika, od czerwca do grudnia 1943 w rezerwie NKGB Białoruskiej SRR, od grudnia 1943 do maja 1944 zastępca szefa Zarządu II NKGB Białoruskiej SRR, od maja do lipca 1944 szef Grupy Operacyjno-Czekistowskiej NKGB Białoruskiej SRR w Mińsku. Od lipca 1944 do kwietnia 1946 zastępca szefa Zarządu NKGB/MGB obwodu bobrujskiego, 15 grudnia 1944 mianowany pułkownikiem, od kwietnia 1946 do 31 marca 1953 szef Zarządu MGB obwodu bobrujskiego, od 31 marca 1953 do stycznia 1954 szef Zarządu MWD obwodu bobrujskiego, w maju 1954 zwolniony ze służby.

## Odznaczenia
- Order Lenina (21 lutego 1945)
- Order Czerwonego Sztandaru (dwukrotnie - 3 listopada 1944 i 25 lipca 1949)
- Order Czerwonego Sztandaru Pracy (30 grudnia 1948)
- Order Czerwonej Gwiazdy (dwukrotnie, pierwszy raz 16 września 1945)